# Geografisk Tidsskrift
Geografisk Tidsskrift (GEt) er et dansk videnskabeligt tidsskrift der udgives af Det Kongelige Danske Geografiske Selskab.
Dets engelske titel er Danish Journal of Geography.
Tidsskrift udgives via Taylor & Francis Group,
men dets tidlige numre op til 2001 er også tilgængelig fra tidsskrift.dk-platformen.
Først bind blev udgivet i 1877 og indeholdt artikler såsom "Førcolumbiske Opdagelser af Amerika",
"Stanleys nyeste Opdagelser i Mellemafrika"
og Peter Emanuel Hansens "Livet i Omsk".
Chefredaktør per 2023 er Søren Bech Pilgaard Kristensen fra Københavns Universitet.